# 全力少年
『全力少年』（ぜんりょくしょうねん）は、スキマスイッチが2005年4月20日に発売した通算5枚目のシングル。初回生産限定盤・通常盤の2種同時発売で、初回盤にはDVDが付属されている。

## 収録曲
- 全作詞・作曲・編曲：スキマスイッチ

1. 全力少年 [4:34]
  - NTTDoCoMo関西 TV-CMソング
  - 日本テレビ系『音楽戦士 MUSIC FIGHTER』2005年4月度オープニングテーマ
  - 東宝配給映画『ラフ ROUGH』挿入歌
  - OVA『東京マーブルチョコレート 全力少年編』主題歌
  - ジャストシステム 「スマイルゼミ 全力キッズテニス編」CMソング
  - Amerta Indah Otsuka 「POCARI SWEAT Bintang SMA」CMソング[3]
  - ディズニー/ピクサー映画『2分の1の魔法』日本版エンドソング[4]
  - JR西日本「目的地は、新しい希望だ。篇」CMソング[5]
  - 真心ブラザーズの桜井秀俊が参加している。
  - この曲で『第56回NHK紅白歌合戦』に初の出場を果たした。
  - 2012年に実施された、5thアルバム『musium』までの楽曲を対象としたファン投票で3位となり、『DOUBLES BEST』に収録された。
  - 2014年度から2015年度まで中日ドラゴンズ（当時）の小笠原道大の登場テーマ曲として使用され、2016年度から広島東洋カープの新井貴浩の登場テーマ曲として使用されている。
  - 「練習して歌えるようになった時の喜びも曲に入れられたら」という想いから、あえてメロディーを難解にしている[6]。
  - メロディーを難しくしすぎた結果、制作当初は大橋自身も歌えなかったことを明かしている[6]。
  - この曲のデモが出来上がった時、当時のマネージャーは「すごいの作ったな」と感激していたという[7]。
  - PVの監督はウスイヒロシ。
2. さみしくとも明日を待つ [5:16]
  - デビュー前の最初期の楽曲[7]。
  - 常田がGRAPEVINEを意識して作ったデモが基となっており、デモ音源のボーカルは常田が務めている[7]。
  - この曲からエレキギターを解禁した[8]。
  - この音源では、常田の念願叶ってGRAPEVINEが参加している。
  - 大橋曰く「四畳半ロック」な楽曲。「自分には作れない世界観」と語っている[7]。
  - アルバム・バージョンが、アルバム『空創クリップ』に収録されている。
  - 『DOUBLES BEST』のスペシャルDVDにDOUBLES Versionが収録されている。
  - POPMAN'S WORLD〜All Time Best 2003-2013〜にこの歌のデモ音源がボーナストラックとして収録されている。
  - 20周年記念のベストアルバム『POPMAN'S WORLD -Second-』のDisc2「TKY selection」に収録されている。大橋は「（ライブで必ず1曲は演奏する）カオス状態を生み出す要の曲」の中で、制作時の思い入れが一番強いとして、選曲している[9]。
3. 花曇りの午後 (instrumental) [2:59]
4. 全力少年 (backing track) [4:33]

## 初回特典DVD
- ファーストツアー「夏雲ノタビ〜日本追加公演〜」

1. 「桜夜風〜雨は止まない」ライブメドレー映像

## 全力少年 produced by 奥田民生
- 23rdシングル「LINE」から約1年ぶりのリリース。
- 期間生産限定盤の1形態のみの販売。
- 対象店舗で購入すると「スキマスイッチ直筆メッセージ入り特製アナザージャケット」を先着でプレゼントされた。花園ラグビー場を含む一部店舗で購入した場合は「ハナツ（premium ver.）」アナザージャケットがプレゼントされた。
- ジャケットは雨瀬シオリによる書き下ろし。

### 収録曲
全作詞・作曲：スキマスイッチ
1. 全力少年 produced by 奥田民生
編曲：奥田民生
  - UHFアニメ『ALL OUT!!』エンディングテーマ
  - 奥田民生のプロデュースによるリアレンジバージョン[10]。
  - 楽曲制作にプロデューサーを迎えるのはスキマスイッチとして初。なお、奥田も自身が関わっていない既発曲のリアレンジは初の試みである。
  - プロデュースを依頼をするにあたり、「全力少年」を含む2曲を候補として提示したところ、奥田が「知ってる曲だし、（リアレンジを）やれそうだから」という理由から「全力少年」をリアレンジすることに決まった[11]。
  - キーボード類以外の楽器は全て奥田が演奏している[11]。
  - 奥田が作成したデモの仮タイトルは「全力OT」[11]。
  - 大橋はこの楽曲について「“民生ワールド”に引っ張られましたね。歌い方も民生さんのデモのボーカルに寄っていくんですよ。」と語っている[11]。
  - MVは大橋が書いた「全力少年」の歌詞の上にレコーディング風景が投影される演出で、奥田の楽曲である「イージュー★ライダー」のMVのオマージュとなっている[12]。

  - 『POPMAN'S WORLD -Second-』のDisc2「TKY selection」に収録されている。大橋は「奥田民生にプロデュースしてもらうという夢がかなった」20年の活動の中で象徴的な楽曲として選曲している[13]。
2. ハナツ premium ver.
編曲：スキマスイッチ
  - 『第96回全国高等学校ラグビーフットボール大会』テーマソング
  - 23rdシングル「LINE」収録曲「ハナツ」のリアレンジバージョン。
  - MBSによってMVが制作されており、スキマスイッチの他に大畑大介と小島瑠璃子が出演している。
3. 全力少年 produced by 奥田民生（anime ver.）
4. 全力少年 produced by 奥田民生（KARAOKE）

## 全力少年 Remastered
- 「全力少年 Remastered」は、スキマスイッチの配信リリース作品。
- 配信シングルとしては「青春
(配信シングル)」以来1年ぶり。
- 2005年にリリースした音源をリマスターしたもの。
- 期間限定配信[14]。
- ダウンロード購入特典として、抽選で直筆サイン入りの「全力少年 Remastered オリジナルCDジャケット」がプレゼントされた[15]。

### 収録曲
全作詞・作曲・編曲：スキマスイッチ
1. 全力少年 Remastered
  - ディズニー/ピクサー映画『2分の1の魔法』日本版エンドソング
  - タイアップに合わせ2005年にリリースした音源をリマスターしたもの。
  - ディズニーデラックスの「Disney マイ・ミュージック・ストーリー」での歌唱シーンを使用したMVが作成された。

## 7inchアナログ盤
- 2005年にリリースした5thシングル「全力少年」のアナログ盤。
- 自身が立ち上げたアナログ専門レーベル「KU-KAN RECORDS」からの第一弾リリース作品[16]。
- 完全限定盤。
- 33回転仕様。
- 「view/小さな手」、「冬の口笛/弦楽四重奏のための『ドーシタトースター』」、「青春/東京」との同時リリース。
- 2020年2月～9月にリリースされた全25タイトルの「特典引換券」を集めて送ることで7インチ収納BOXがプレゼントされる。

### 収録曲
全作詞・作曲：スキマスイッチ

#### SIDE A
1. 全力少年

#### SIDE B
1. さみしくとも明日を待つ

## ライブ映像作品
| 曲名                   | 発売年 | 作品名                                                                                             |
| ---------------------- | ------ | -------------------------------------------------------------------------------------------------- |
| 全力少年               | 2005年 | ap bank fes '05                                                                                    |
| 全力少年               | 2008年 | スキマスイッチ ARENA TOUR'07 "W-ARENA"THE MOVIE                                                    |
| 全力少年               | 2008年 | Augusta Camp Best Collection 1999-2008                                                             |
| 全力少年               | 2009年 | SUKIMASWITCH TOUR'09 "DOUBLES" LIVE DVD                                                            |
| 全力少年               | 2010年 | スキマスイッチ TOUR 2010 "LAGRANGIAN POINT"THE MOVIE                                               |
| 全力少年               | 2012年 | スキマスイッチ TOUR 2012 “musium” THE MOVIE                                                        |
| 全力少年               | 2012年 | 「山崎まさよし スキマスイッチ 秦 基博 A Night With Strings 〜Featuring 服部隆之〜」 at 日本武道館  |
| 全力少年               | 2013年 | Augusta Camp 2012 in YOKOHAMA 〜OFFICE AUGUSTA 20TH ANNIVERSARY〜                                  |
| 全力少年               | 2013年 | Augusta Camp 2012 in KOCHI & AMAMI 〜OFFICE AUGUSTA 20TH ANNIVERSARY〜                             |
| 全力少年               | 2013年 | スキマスイッチ TOUR 2012-2013“DOUBLES ALL JAPAN”THE MOVIE                                          |
| 全力少年               | 2014年 | スキマスイッチ 10th Anniversary Arena Tour 2013 “POPMAN'S WORLD”THE MOVIE                          |
| 全力少年               | 2014年 | Sukimaswitch in Augusta Camp 2013                                                                  |
| 全力少年               | 2014年 | スキマスイッチ 10th Anniversary “Symphonic Sound of SukimaSwitch” THE MOVIE                        |
| 全力少年               | 2015年 | sukimaswitch official fan club DELUXE FAN CLUB EVENT TOUR 「V.I.P. Vol.2」                         |
| 全力少年               | 2015年 | sukimaswitch official fan club DELUXE FAN CLUB EVENT TOUR 「V.I.P. Vol.3」                         |
| 全力少年               | 2015年 | スキマスイッチ TOUR 2015 “SUKIMASWITCH”-SPECIAL-THE MOVIE                                          |
| 全力少年               | 2016年 | スキマスイッチ TOUR 2016 “POPMAN'S CARNIVAL” THE MOVIE                                             |
| 全力少年               | 2017年 | SUKIMASWITCH TOUR 2017 “re:Action”THE MOVIE for DELUXE                                             |
| 全力少年               | 2018年 | 35th Anniversary スタ☆レビ大宴会 〜6時間大コラボレーションライブ〜                                 |
| 全力少年               | 2018年 | 「Augusta Camp 2017」ライブ映像集                                                                  |
| 全力少年               | 2018年 | SUKIMASWITCH TOUR 2018 "ALGOrhythm" THE MOVIE                                                      |
| 全力少年               | 2018年 | Augusta Camp 2018                                                                                  |
| 全力少年               | 2018年 | SUKIMASWITCH 15th Anniversary Special at YOKOHAMA ARENA 〜Reversible〜 THE MOVIE                   |
| 全力少年               | 2020年 | スキマスイッチ TOUR 2019-2020 POPMAN'S CARNIVAL vol.2                                              |
| 全力少年               | 2020年 | Sukimaswitch Official Fanclub DELUXE presents TOUR 2016“POPMAN’S CARNIVAL”Vol.0                    |
| 全力少年               | 2020年 | Streaming LIVE "a la carte 2020" 〜実際にやってみた!〜 THE MOVIE                                   |
| 全力少年               | 2021年 | Augusta Camp 2020                                                                                  |
| 全力少年               | 2021年 | スキマスイッチ2021ライブ&ドキュメンタリーfor DELUXE                                                |
| 全力少年               | 2022年 | スキマスイッチ “Soundtrack” THE MOVIE                                                              |
| 全力少年               | 2022年 | Augusta Camp 2021                                                                                  |
| 全力少年               | 2022年 | スキマスイッチ TOUR '05 “全国少年” THE MOVIE                                                       |
| 全力少年               | 2022年 | スキマスイッチ TOUR '06 “空創トリップ” THE MOVIE                                                   |
| 全力少年               | 2022年 | スキマスイッチ TOUR '07 “夕風トラベル” THE MOVIE                                                   |
| 全力少年               | 2023年 | スキマスイッチ TOUR 2022 “café au lait” THE MOVIE                                                  |
| 全力少年               | 2023年 | 「スキマスイッチ “Live Full Course 2022” 〜 20年分のライブヒストリー 〜」（2022.12.22 日本武道館） |
| 全力少年               | 2023年 | DELUXE FAN CLUB EVENT TOUR V.I.P. Vol.4                                                            |
| 全力少年               | 2024年 | スキマスイッチ 20th Anniversary "POPMAN'S WORLD 2023 Premium" THE MOVIE 〜HOBO KANZENBAN〜         |
| 全力少年               | 2024年 | A museMentally Blu-ray                                                                             |
| 全力少年               | 2024年 | Augusta Camp 2023 〜SUKIMASWITCH 20th Anniversary〜                                                |
| 全力少年               | 2025年 | スキマフェス                                                                                       |
| 全力少年               | 2025年 | KOBUKURO 25TH ANNIVERSARY TOUR 2024 "QUARTER CENTURY" FINAL at Asueアリーナ大阪                    |
| 全力少年               | 2025年 | スキマスイッチ TOUR 2024-2025 “A museMentally” THE MOVIE                                           |
| さみしくとも明日を待つ | 2009年 | SUKIMASWITCH TOUR'09 "DOUBLES" LIVE DVD                                                            |
| さみしくとも明日を待つ | 2012年 | DOUBLES BEST スペシャルDVD                                                                         |
| さみしくとも明日を待つ | 2013年 | スキマスイッチ TOUR 2012-2013“DOUBLES ALL JAPAN”THE MOVIE                                          |
| さみしくとも明日を待つ | 2015年 | sukimaswitch official fan club DELUXE FAN CLUB EVENT TOUR 「V.I.P. Vol.2」                         |
| さみしくとも明日を待つ | 2022年 | スキマスイッチ TOUR '05 “全国少年” THE MOVIE                                                       |
| さみしくとも明日を待つ | 2022年 | スキマスイッチ TOUR '06 “空創トリップ” THE MOVIE                                                   |
| 花曇りの午後           | -      | -                                                                                                  |

## 収録アルバム
| 曲名                   | 発売年 | 作品名                                                                 | 分類                 |
| ---------------------- | ------ | ---------------------------------------------------------------------- | -------------------- |
| 全力少年               | 2005年 | 空創クリップ                                                           | オリジナル           |
| 全力少年               | 2007年 | グレイテスト・ヒッツ                                                   | ベスト               |
| 全力少年               | 2008年 | スキマスイッチ ARENA TOUR'07 "W-ARENA"                                 | ライブ               |
| 全力少年               | 2010年 | スキマスイッチ TOUR 2010 "LAGRANGIAN POINT"                            | ライブ               |
| 全力少年               | 2011年 | iTunes LIVE                                                            | ライブ               |
| 全力少年               | 2012年 | スキマスイッチ TOUR 2012 "musium"                                      | ライブ               |
| 全力少年               | 2012年 | DOUBLES BEST                                                           | ベスト               |
| 全力少年               | 2013年 | POPMAN'S WORLD〜All Time Best 2003-2013〜                              | ベスト               |
| 全力少年               | 2013年 | スキマスイッチ TOUR 2012-2013“DOUBLES ALL JAPAN”                       | ライブ               |
| 全力少年               | 2014年 | スキマスイッチ 10th Anniversary Arena Tour 2013 “POPMAN'S WORLD”       | ベスト               |
| 全力少年               | 2014年 | スキマスイッチ 10th Anniversary “Symphonic Sound of SukimaSwitch”      | ベスト               |
| 全力少年               | 2016年 | スキマスイッチ TOUR 2016 “POPMAN'S CARNIVAL”                           | ベスト               |
| 全力少年               | 2016年 | 全力少年 produced by 奥田民生                                          | シングル             |
| 全力少年               | 2017年 | re:Action                                                              | コンセプト           |
| 全力少年               | 2018年 | SUKIMASWITCH TOUR 2018 "ALGOrhythm"                                    | ライブ               |
| 全力少年               | 2019年 | SUKIMASWITCH 15th Anniversary Special at YOKOHAMA ARENA 〜Reversible〜 | ライブ               |
| 全力少年               | 2020年 | 全力少年 Remastered                                                    | 配信シングル         |
| 全力少年               | 2020年 | スキマノハナタバ 〜Smile Song Selection〜                              | コンセプト           |
| 全力少年               | 2021年 | SUKIMASWITCH Anime Songs                                               | プレイリスト         |
| 全力少年               | 2023年 | スキマスイッチ TOUR 2022 “café au lait”                                | ライブ               |
| 全力少年               | 2023年 | POPMAN'S WORLD -Second-                                                | ベスト               |
| 全力少年               | 2024年 | スキマスイッチ 20th Anniversary "POPMAN'S WORLD 2023 Premium"          | ライブ               |
| 全力少年               | 2025年 | スキマスイッチ TOUR 2024-2025 “A museMentally”                         | ライブ               |
| さみしくとも明日を待つ | 2001年 | 新宿ミーティング'01                                                    | インディーズ・ライブ |
| さみしくとも明日を待つ | 2005年 | 空創クリップ                                                           | オリジナル           |
| さみしくとも明日を待つ | 2013年 | スキマスイッチ TOUR 2012-2013“DOUBLES ALL JAPAN”                       | ライブ               |
| さみしくとも明日を待つ | 2016年 | POPMAN'S ANOTHER WORLD                                                 | ベスト               |
| さみしくとも明日を待つ | 2023年 | POPMAN'S WORLD -Second-                                                | ベスト               |
| 花曇りの午後           | 2016年 | POPMAN'S ANOTHER WORLD                                                 | ベスト               |

## カバーしたアーティスト
| 歌手                                             | リリース       | 収録された作品                                                                                            | 備考                              |
| ------------------------------------------------ | -------------- | --- | --------------------------------- |
| SISTER KAYA                                      | 2008年1月17日  | カバーアルバム『ファイト〜Complete Japanesque Reggae〜』                                                  | Remixバージョンも収録されている。 |
| 美吉田月                                         | 2008年7月30日  | カバーアルバム『Ska Flavor #1』                                                                           |                                   |
| Icon                                             | 2009年2月18日  | コンピレーションアルバム『EXIT TRANCE PRESENTS CMトランス2』                                              | トランスカバー。                  |
| SKA LOVERS                                       | 2010年9月1日   | カバーアルバム『LOVERS SKA ~Sing With You~』                                                              |                                   |
| D-LITE（BIGBANG）                                | 2013年2月27日  | カバーアルバム『D'scover』                                                                                |                                   |
| BENI                                             | 2013年12月18日 | カバーアルバム『COVERS3』                                                                                 | 英語詞でカバー。                  |
| UNCHAIN                                          | 2014年2月26日  | カバーアルバム『LOVE&Groove Delivery vol,2』                                                              |                                   |
| Goose house                                      | 2014年8月15日  | アニメ「四月は君の嘘」トレイラー映像                                                                      |                                   |
| 朝倉さや                                         | 2014年8月15日  | カバーアルバム『方言革命』                                                                                | 山形弁でカバー。                  |
| 南條愛乃                                         | 2016年6月29日  | 2ndアルバム『Nのハコ』                                                                                    |                                   |
| 幾田りら                                         | 2019年7月2日   | 東京海上日動あんしん生命CM『医療保険「ひとりひとりの生きるのそばに」篇』                                  |                                   |
| ハロー、ハッピーワールド! 弦巻こころ（伊藤美来） | 2019年12月10日 | ゲーム『バンドリ! ガールズバンドパーティ!』                                                               | [ 17 ]                            |
| 神宮寺小也香（明坂聡美）、牧野花 （佳村はるか）  | 2020年4月1日   | 配信アルバム『グラウンドの響』                                                                            |                                   |
| JABBA DA FOOTBALL CLUB                           | 2021年3月10日  | 1stアルバム『JABBA DA FOOTBALL CLUB』                                                                     |                                   |
| 島津亜矢                                         | 2021年3月28日  | カバーアルバム『SINGER 7』                                                                                |                                   |
| 林勇                                             | 2022年7月27日  | オムニバスカバーアルバム『[Re:collection] HIT SONG cover series feat.voice actors 〜00's-10's EDITION〜』 |                                   |
| SHISHAMO                                         | 2024年5月29日  | トリビュート・アルバム『みんなのスキマスイッチ』                                                          | [ 18 ]                            |

その他のカバー=
- 大城美友
- 水瀬いのり
- 木咲樹音
- 細田羅夢
- 原風佳
- コブクロ